# Різнокольорова
«Різнокольорова» — сингл української співачки DOROFEEVA, випущений 5 серпня 2022 року на лейблі Mozgi Entertainment. Композиція записана у співавторстві з Катериною Медведєвою, Олексієм Потапенком та Інгою Кагарлюк, а також входить до альбому «Сенси». Спочатку співачка випустила пісню «raznotsvetnaya» російською мовою, але пізніше представила і її україномовний варіант.

## Передісторія
Наприкінці червня 2022 року, DOROFEEVA оголосила відкритий конкурс серед авторів на кращу адаптацію тексту пісні «Різнокольорова» українською мовою. Артистка обирала найкращу версію з 1700 надісланих варіантів.
«Я була приємно здивована такою великою кількістю текстів! Незважаючи на те що багато хто схитрував і просто переклав оригінальний текст, були справді цікаві адаптації. Дякую кожному за участь! Але я обрала саме цей текст, бо він ідеально передає сенс і ритм пісні raznotsvetnaya. Коли я вперше надіслала запис команді, всі зійшлися на думці, що трек ніби як завжди був таким», — прокоментувала DOROFEEVA.
Переміг текст Катерини Медведєвої — вінничанки, яка проживає у Сполучених Штатах. Раніше вона була авторкою пісень, тож за допомогою конкурсу повернулася до улюбленої справи.
«Останнім часом я відчувала внутрішню потребу писати знову. І коли побачила, що Надя запускає конкурс, подумала, що ось він — мій знак», — поділилася переможниця.

## Композиції
| різнокольорова [українською] | різнокольорова [українською] | різнокольорова [українською] |
| #                            | Назва                        | Тривалість                   |
| ---------------------------- | ---------------------------- | ---------------------------- |
| 1.                           | «різнокольорова» (UA)        | 3:06                         |

| raznotsvetnaya [російською] | raznotsvetnaya [російською] | raznotsvetnaya [російською] |
| #                           | Назва                       | Тривалість                  |
| --------------------------- | --------------------------- | --------------------------- |
| 1.                          | «raznotsvetnaya» (RUS)      | 3:08                        |

## Чарти

### Щотижневі чарти
| Чарт (2021)                                | Вища позиція |
| ------------------------------------------ | ------------ |
| Київ (TopHit City & Country Radio Hits)    | 29           |
| Україна (TopHit City & Country Radio Hits) | 31           |
| Україна (TopHit Radio & YouTube Hits)      | 77           |

## Історія випуску
| Регіон  | Дата           | Формат                         | Версія            | Лейбл               | Прим.  |
| ------- | -------------- | ------------------------------ | ----------------- | ------------------- | ------ |
| Світ    | 16 лютого 2022 | Цифрове завантаження, стримінг | Російська версія  | Mozgi Entertainment | [ 8 ]  |
| Україна | 21 лютого 2022 | Радіоротація                   | Російська версія  | Mozgi Entertainment | [ 9 ]  |
| Світ    | 5 серпня 2022  | Цифровая загрузка, стриминг    | Українська версія | Mozgi Entertainment | [ 10 ] |
| Україна | 2 серпня 2022  | Радиоротация                   | Українська версія | Mozgi Entertainment | [ 11 ] |